# Gjøa

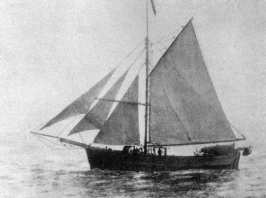
Gjøa.

Gjøa foi um veleiro do tipo chalupa, utilizado por Roald Amundsen, explorador polar norueguês. O nome Gjøa foi dado ao barco, em homenagem a esposa do primeiro armador do navio Asbjørn Sexe (1839-1915).
O Gjøa foi a primeira embarcação que navegou pela Passagem do Noroeste. Com uma tripulação de seis pessoas, liderada pelo norueguês Roald Amundsen, o navio atingiu o Oceano Pacífico em 1906, após uma viagem de mais de três anos.
Em seus primeiros 28 anos de vida a embarcação foi utilizada como barco de pesca de arenque.
O barco foi adquirido pela comunidade norueguesa de San Francisco em 1909 e permaneceu exposto no Golden Gate Park, até que foi adquirido em 1972 pelo Museu Marítimo norueguês (Norsk Maritimt Museum). O Museu está localizado na península de Bygdøynes, Frogner em Oslo.

## Armadores
| Armador        | Período   | utilização                |
| -------------- | --------- | ------------------------- |
| Asbjørn Sexe   | 1872-1887 | barco pesqueiro           |
| HC Johannesen  | 1887-1901 | barco pesqueiro           |
| Roald Amundsen | 1901-1909 | barco de expedição ártica |